# Phyxelida makapanensis
Phyxelida makapanensis är en spindelart som beskrevs av Simon 1894. Phyxelida makapanensis ingår i släktet Phyxelida och familjen Phyxelididae. Inga underarter finns listade i Catalogue of Life.